# The Last Days of Judas Iscariot
The Last Days of Judas Iscariot és una obra de teatre del dramaturg estatunidenc Stephen Adly Guirgis que fou representada primer Off-Broadway a The Public Theater el 2 de març de 2005 dirigida per Philip Seymour Hoffman.

## Argument
The Last Days of Judas Iscariot explica la història d'un cas judicial sobre el destí final de Judes Iscariot. L'obra utilitza flaixbacs per a una infància imaginada i advocats que demanen els testimonis de la Mare Teresa, Caifàs, Santa Mònica, Sigmund Freud i Satanàs.

## Produccions

### Off-Broadway
La producció original es va estrenar Off-Broadway en una producció de Labyrinth Theatre Company al Public Theatre el 2 de març de 2005 i es va tancar el 3 d'abril de 2005. Dirigida per Philip Seymour Hoffman, el repartiment el formaven Eric Bogosian (Satanàs), Liza Colón-Zayas (Gloria/Mare Teresa/Ensemble), Jeffrey DeMunn (Judge Littlefield/Caifàs el Vell/St. Mateu), Yetta Gottesman (Loretta/Maria Magdalena/Ensemble), Craig muMs Grant (Maties de Galilea/Delayne/St. Pere/Soldat 2/Ensemble), Stephen McKinley Henderson (Ponç Pilat/Oncle Pino), Salvatore Inzerillo (Bailiff/Simó el Zelote/Ensemble), Adrian Martinez (Boaz el lladre assiri/Sigmund Freud/St. Tomàs/Soldat 1), John Ortiz (Jesús de Nazaret), Sam Rockwell (Judes Iscariot), Elizabeth Rodriguez (Santa Mònica/Soldat 3/Ensemble), Deborah Rush (Henrietta Iscariot/Germana Glenna/Ensemble), Kohl Sudduth (Butch Honeywell, Ensemble), Callie Thorne (Fabiana Aziza Cunningham), i Yul Vázquez (Yusef El-Fayoumy). L'escenografia era d'Andromache Chalfant. James Martin fou l'assessor teològic.

### West End
La premiere original West End/Europea fou a l'Almeida Theatre, fou dirigida per Rupert Goold, i va tenir lloc del 28 de març al 10 de maig de 2008. El repartiment incloïa (en ordre d'aparició) Amanda Boxer (Henrietta Iscariot), Doña Croll (Gloria/Mare Teresa), Corey Johnson (Jutge/Sant Pere), John Macmillan (Bailiff/Simó el Zelote), Susan Lynch (Fabiana Aziza Cunningham), Mark Lockyer (Yusef El-Fayoumy), Jessika Williams (St Monica), Poppy Miller (Loretta/Germana Glenna/Maria Magdalena), Ron Cephas Jones (Oncle Pino/Ponç Pilat), Shane Attwooll (Butch Honeywell), Joseph Mawle (Judes Iscariot), Josh Cohen (Maties de Galilea/Freud/St Tomàs), Gawn Grainger (St Mateu/Caifàs el vell), Douglas Henshall (Satanàs) i Edward Hogg (Jesús de Nazaret). Fou dissenyat per Anthony Ward.

### Barbican Centre
The Last Days of Judas Iscariot va tenir un curt recorregut al Milton Court Theatre del Barbican Centre l'octubre de 2018, dirigit per Wyn Jones. El repartiment incloïa (per ordre d'aparició) Kristina Tonteri-Young (Henrietta Iscariot), Matthew Nikitow (Judes Iscariot), Laurel Waghorn (Jesús), Uri Levy (Angel Gloria / Caifàs), Jordan Angell (Jutge Littlefield), Dan Hazel (Butch Honeywell). El dissenyador fou Libby Watson, amb Lewis Hannaby com a dissenyador de llums i Ben Hagle com a dissenyador de so.

## Recepció
The Last Days of Judas Iscariot va ser rebut bastant positivament. Curtain Up li va donar una crítica positiva, esmentant especialment la representació d'Eric Bogosian de Satanàs. Tanmateix NY Mag va dir que, per un bitllet de 50 dòlars, "LAB podria al final voldreu publicar un producte més finament acabat."
La producció original del West End es va trobar amb crítiques gairebé unànimement positives,  The Hollywood Reporter  anomenant-la "divertida, profunda i entretinguda", lloava les "actuacions sensacionals". Charles Spencer de The Daily Telegraph comença la seva revisió amb "és difícil saber on començar amb aquesta sorprenent obra que em va colpir durant sis a l'Almeida "i acaba amb " uirgis i Goold tenen un impacte sensacional a les seves mans." Tamateix Times Online li atorga 3 estrelles de 5, dient "potser massa Nova York. Un no vol una obra reverencial i piadosa. Però volem una cosa que intenti fer grans i grans coses per aconseguir-les sense recobrir-les amb sucre, sinó, a vegades, amb xiclet?"